# 阿默斯福特中央車站
阿默斯福特中央車站（荷蘭語：Station Amersfoort Centraal）是荷蘭烏特勒支省阿默斯福特的主要鐵路車站。

## 歷史
最早的車站啟用於1863年8月20日；1901年，由德克·瑪格丹特設計的新站房啟用。
1997年，現今的車站大樓啟用，雖然阿默斯福特是一個歷史悠久的古城，這座新車站卻是一座現代主義建築。
自1970年以來，阿默斯福特車站的地位一直很重要，因為從阿姆斯特丹、海牙和鹿特丹要前往東北部城市，如呂伐登、格羅寧根和恩斯赫德都會經過該站。直到2012年萊利斯塔德－茲沃勒鐵路啟用後，從海牙和阿姆斯特丹出發的火車可改經萊利斯塔德、茲沃勒前往北部。不過即便如此，現今該站依舊是一座繁忙的車站，每日平均有4萬名旅客利用。
2019年12月15日起阿默斯福特車站將站名更名為阿默斯福特中央車站。

## 外部連結
- 荷蘭鐵路 （页面存档备份，存于） （荷兰文）